# Plesioplatecarpus
Plesioplatecarpus es un género extinto de mosasáurido plioplatecarpino conocido del Cretácico Superior (de mediados del Coniaciense a mediados del Santoniense) del norte del Golfo de México y la cuenca interior occidental de Norteamérica.

## Historia
Plesioplatecarpus fue nombrado originalmente por Cope en 1874 como Clidastes planifrons, y más tarde fue reasignado a Platecarpus. EL nombre Plesioplatecarpus fue acuñado por Takuya Konishi y Michael W. Caldwell en 2011 para la especie Platecarpus planifrons, de la cual se determinó que era distinta a nivel de género de Platecarpus en un análisis filogenético. Es conocido a partir del holotipo AMNH 1491, un esqueleto casi completo. Muchos otros especímenes fueron también referidos a esta especie, incluyendo a FHSM VP2116, 2296, UALVP 24240, 40402 e YPM 40508.